# Usnesení vlády
Usnesení vlády je dokument, kterým vláda ČR kolektivně rozhoduje v rámci svých ústavních a zákonných pravomocí jako vrcholný orgán výkonné moci.

## Právní základ
Prostřednictvím usnesení vláda ČR rozhoduje na základě zákonů a v jejich mezích o zásadních otázkách celostátního významu, pokud rozhodování o nich nepřísluší ministerstvům, jiným ústředním orgánům státní správy, nebo jimi řízeným orgánům. K přijetí usnesení je potřeba souhlasu nadpoloviční většiny jejích členů. Usnesení vlády zavazují všechny členy vlády, ministerstva, jiné ústřední orgány státní správy, ostatní správní úřady a další subjekty, pokud tak stanoví zvláštní zákon. V případě výkonu přenesené působnosti jsou usnesení vlády závazná i pro orgány krajů a obcí. Usnesení se zpravidla nevyhlašují ve sbírce zákonů, výjimku tvoří usnesení o přijetí mimořádných opatření, pro která zákon stavoví že se zveřejňují v hromadných informačních prostředcích a vyhlašují se stejně jako zákon. Dotýká-li se usnesení orgánů samosprávy, je vyhlašováno ve věstníku vlády pro orgány krajů a orgány obcí.
Usnesení vlády nesmí být zaměňováno s nařízením vlády, které je prováděcím právním předpisem a je tudíž obecně závazné, stejně jako zákon, k jehož provedení je vydáno. Vztah mezi těmito dokumenty je takový, že nařízení podléhá schválení ve formě usnesení.

## Rozhodnutí předsedy vlády
V mimořádných situacích, kdy existuje nebezpečí z prodlení, je možné usnesení vlády o vyhlášení nouzového stavu nahradit rozhodnutím předsedy vlády, které okamžitě uvede v platnost příslušná krizová opatření. Jeho rozhodnutí vláda musí do 24 hodin od vyhlášení schválit nebo zrušit. V historii ČR k tomu došlo jen dvakrát, a to v rámci povodní v srpnu 2002 – 12. srpna 2002 premiér Špidla vyhlásil nouzový stav pro území hlavního města Prahy, Středočeského kraje, Jihočeského kraje, Plzeňského kraje a Karlovarského kraje, a o den později pak i pro území Ústeckého kraje.

## Příklady
Vláda rozhoduje na celostátní úrovni o stěžejních otázkách vnitřní a zahraniční politiky. Zde jsou uvedeny příklady uplatnění vládních pravomocí:
- Usnesení vlády č. 444/1991 – zavedení těžebních limitů v Severočeské hnědouhelné pánvi[10]
- Usnesení vlády č. 19/1993 – rozdělení klíčů od korunní komory v kapli svatého Václava v katedrále svatého Víta[11]
- Usnesení vlády č. 732/1995 – podání žádosti o přijetí do EU[12]
- Usnesení vlády č. 346/1997 – nákup 72 ks letounů Aero L-159 Alca pro potřeby vzdušných sil[13]
- Usnesení vlády č. 391/2000 – zavedení tísňové linky 112 a základní parametry jejího provozu[14]
- Usnesení vlády č. 947/2001 – koupě České národní budovy v New Yorku[15]
- Usnesení vlády č. 123/2003 – zřízení Věstníku vlády pro orgány krajů a orgány obcí[16]
- Usnesení vlády č. 28/2008 – právní a finanční záruka pro kandidaturu Prahy na pořádání Olympiády roku 2016[17][18]
- Usnesení vlády č. 635/2008 – uznání Kosova a navázání diplomatických styků[19]
- Usnesení vlády č. 947/2011 – vyhlášení státního smutku po smrti Václava Havla[20]
- Usnesení vlády č. 198/2012 – pojmenování Letiště Praha po Václavu Havlovi[21]
- Usnesení vlády č. 184/2013 – prodej 44% podílu ve společnosti České aerolinie (460 725 kusů akcií) společnosti Korean Air Lines[22]
- Usnesení vlády č. 996/2013 – nominace Nicholase Wintona na Nobelovu cenu míru[23]
- Usnesení vlády č. 1052/2015 – přesídlení skupiny iráckých uprchlíků do Česka[24]
- Usnesení vlády č. 648/2016 – přechod televizního vysílání na standard DVB-T2[25]
- Usnesení vlády č. 702/2016 – poskytnutí státního úvěru společnosti OKD ve výši 700 milionů korun[26]
- Usnesení vlády č. 609/2017 – odkoupení a demolice vepřína v Letech a výstavba Památníku holokaustu Romů a Sintů[27]
- Usnesení vlády č. 197/2020 – zavedení hraničních kontrol z důvodu pandemie covidu-19[28]
- Usnesení vlády č. 591/2020 – pravidla pro poskytování dotací nestátním neziskovým organizacím[29]
- Usnesení vlády č. 105/2023 – zastavení projektu vodního koridoru Dunaj–Odra–Labe[30]
- Usnesení vlády č. 499/2024 – výběr společnosti KHNP za dodavatele dostavby jaderné elektrárny Dukovany[31]
- Usnesení vlády č. 365/2025 – vyslání astronauta Aleše Svobody na misi na ISS[32]